# Richard Riszdorfer
Richard Riszdorfer (Komárno, Nitra, 17 de março de 1981) é um canoísta eslovaco especialista em provas de velocidade.

## Carreira
Foi vencedor da medalha de prata em K-4 1000 m em Pequim 2008, junto com os seus colegas de equipa Michal Riszdorfer, Erik Vlček e Juraj Tarr.
Foi vencedor da medalha de bronze em K-4 1000 m em Atenas 2004, junto com os seus colegas de equipa Michal Riszdorfer, Erik Vlček e Juraj Bača.